# Anly
Anly（1997年1月20日—），日本女创作歌手，隶属于日本索尼音乐娱乐。

## 生平

### 正式出道以前
Anly从出生到初中毕业以前，在冲绳的离岛伊江岛度过。在没有电脑和互联网的环境中，受喜欢60、70年代西洋音乐的父亲影响，常听蓝调和摇滚音乐，把吉他当作玩具度过童年。她从6岁开始练习父亲为自己购买的吉他。在父亲教授了基本和弦之后，几乎靠自学成才，并从初中三年级时开始自己作曲。
因为家乡伊江岛上没有高中，Anly高中时来到冲绳本岛的那霸市求学。她在高中时加入了学校的樂儀隊，負責演奏長號，并在业余时间作曲。高中二年级时她决心成为职业歌手，并辞去了社团活动。Anly最初以在伊江岛举行公演为目标，希望更多的人能听到自己的歌声，便在那霸市内的展演空间开始弹唱活动。
2014年6月，Anly在沖縄ナムラホール为创作歌手miwa的巡演暖场。2015年春天高中毕业之后，她在東京下北泽的展演空间里的演唱受到了音乐业内人士的关注，受广播节目J-WAVE邀请，参与报道了「FUJI ROCK FESTIVAL '15」和「SUMMER SONIC 2015」等大型夏季音乐节。
2015年8月，Anly的indies单曲《Bye-Bye》发售。除了这首原创歌曲，她还翻唱了加布里埃尔·阿普林的《Please Don't Say Your Love Me》，获得好评。

### 正式出道以后

#### 2015年至2016年
2015年11月25日，Anly正式出道，于Sony Music Records发售了第一张单曲。这首歌被选用为关西电视台和富士电视台系的电视剧《警报 刑警×女友×完全恶女》的主题曲。
2016年3月23日，发售了双A面单曲。《笑顔》被选用为读卖电视台・日本电视台系的电视剧的主题曲。6月15日，第三章单曲《EMERGENCY》发售，并被选用作关西电视台・富士电视台系的电视剧《我的危险妻子》的主题曲。

#### 2017年至2018年
2017年1月18日，第四张单曲发售，并被选用作《火影忍者疾风传》的主题曲。同月21日公映的电影选用作为插曲，并邀请Anly客串。3月1日，和无限开关以名义合作的单曲发售，并于3月17日在MUSIC STATION演唱。同年4月26日，第一张专辑《anly one》发售。8月9日，17岁时写的《北斗七星》作为第六张单曲发售。11月29日，第七张单曲《Venus》发售，并被选用为朝日电视台电视剧《科搜研之女》的片尾曲。
2018年2月28日，第八章单曲《Beautiful》发售，并被选用为动画《七大罪》的片尾曲。7月25日，与新锐音乐人胡安·安德烈斯·卡雷尼奧·阿里薩（Juan Andrés Carreño Ariza）合作制作的第二张专辑《LOOP》发售。同年12月5日，新曲《Sunshine》配信发售，并被采用为紀陽銀行・FM802的新企划《NAMBA SQUARE》的主题曲。

## 作品

### 专辑
|     | 发售日期       | 标题           | Oricon最高位 |
| --- | -------------- | -------------- | ------------ |
| 1st | 2017年4月26日  | anly one       | 24位         |
| 2nd | 2018年7月25日  | LOOP           | 52位         |
| 3nd | 2020年4月8日   | Sweet Cruisin' | 43位         |
| 4nd | 2022年10月12日 | QUARTER        | 36位         |
| 5nd | 2023年10月18日 | 26ml           | 56位         |

### 单曲
|      | 发售日期       | 标题             | 收录专辑   |
| ---- | -------------- | ---------------- | ---------- |
| ＊   | 2015年1月19日  | Sixteen          | （未收录） |
| ＊   | 2015年8月26日  | Bye-Bye          | （未收录） |
| 1st  | 2015年11月25日 |                  | anly one   |
| 2nd  | 2016年3月23日  |                  | anly one   |
| 3rd  | 2016年6月15日  | EMERGENCY        | anly one   |
| 4th  | 2017年1月18日  |                  | anly one   |
| 5th  | 2017年8月9日   | 北斗七星         | LOOP       |
| 6th  | 2017年11月29日 | Venus            | LOOP       |
| 7th  | 2018年2月28日  | Beautiful        | LOOP       |
| 8th  | 2021年1月6日   | 星瞬 ~Star Wink~ |            |
| 9th  | 2022年2月16日  | VOLTAGE          |            |
| 10th | 2023年10月18日 | 好きにしなよ     |            |

### 合作曲
| 发售日期      | 标题        | 收录专辑            |
| ------------- | ----------- | ------------------- |
| 2017年3月1日  |             | anly one            |
| 2019年10月2日 | Tranquility | SawanoHiroyuki[nZk] |

### 合作作品
| 時期   | 歌曲               | 商業合作                                                                 |
| ------ | ------------------ | ------------------------------------------------------------------------ |
| 2015年 | 太陽に笑え         | 関西テレビ・フジテレビ系ドラマ『サイレーン 刑事×彼女×完全彼女』主題歌    |
| 2015年 | 夢をあきらめないで | 大塚製薬『カロリーメイト』TVCM                                           |
| 2016年 | 笑顔               | 読売テレビ・日本テレビ系ドラマ『ぼくのいのち』主題歌                     |
| 2016年 | EMERGENCY          | 関西テレビ・フジテレビ系ドラマ『僕のヤバイ妻』オープニングテーマ         |
| 2016年 | カラノココロ       | テレビアニメ『NARUTO -ナルト- 疾風伝』オープニングテーマ                 |
| 2017年 | だから             | 映画『新宿スワンII』劇中歌                                               |
| 2017年 | FIRE               | 『JTA日本トランスオーシャン航空』TVCM                                    |
| 2017年 | Venus              | テレビ朝日系ドラマ『科捜研の女』主題歌                                   |
| 2017年 | SPOOON!!!          | 『RBCIラジオ・ROK ワイドFM開局』キャンペーンソング                       |
| 2018年 | Free Bird          | 『JTA日本トランスオーシャン航空』TVCM                                    |
| 2018年 | Beautiful          | テレビアニメ『七つの大罪 戒めの復活』エンディングテーマ                  |
| 2018年 | Sunshine           | 紀陽銀行×FM802のコラボプロジェクト「NAMBA SQUARE」イメージソング         |
| 2019年 | Tranquility        | アニメ『銀河英雄伝説 Die Neue These 星乱』エンディングテーマ             |
| 2020年 | Taking My Time     | 『伊江村観光 PR 動画』イメージソング                                     |
| 2020年 | We’ll Never Die    | 『2020年興南中学校・高等学校【テレビCM】』テーマソング                   |
| 2021年 | 星瞬～Star Wink～  | アニメ映画『劇場版 夏目友人帳 石起こしと怪しき来訪者』主題歌             |
| 2021年 | Rainbow            | 『オリオンビール』TVCM「サザンスター超スッキリの青」CMソング             |
| 2021年 | Summertime Secret  | 『オリオンビール』TVCM「サザンスター刺激の黒」CMソング（未リリース曲）   |
| 2022年 | VOLTAGE            | テレビアニメ『BORUTO-ボルト- NARUTO NEXT GENERATIONS』エンディングテーマ |
| 2023年 | TAKE OFF           | 国際ファッション専門職大学「いざ、世界」篇CMソング                       |
| 2023年 | EYE                | テレビ朝日系 土曜ナイトドラマ『ハレーションラブ』主題歌                  |
| 2023年 | 好きにしなよ       | テレビアニメ『Dr.STONE NEW WORLD』第2クールエンディングテーマ            |

## 外部連結
- 官方网站
- Anly的X（前Twitter）
- Anly的Instagram帳戶